# Església de Sant Martí de Canals
Sant Martí és l'església parroquial romànica al poble del Sant Martí de Canals, pertanyent al municipi de Conca de Dalt, al Pallars Jussà. Fins al 1969 formava part del terme municipal de Claverol. Fou consagrada el 1349, però es pot tractar d'una segona consagració, ja que està àmpliament documentada des del 966, almenys, lligat sempre al monestir de Santa Maria de Gerri.

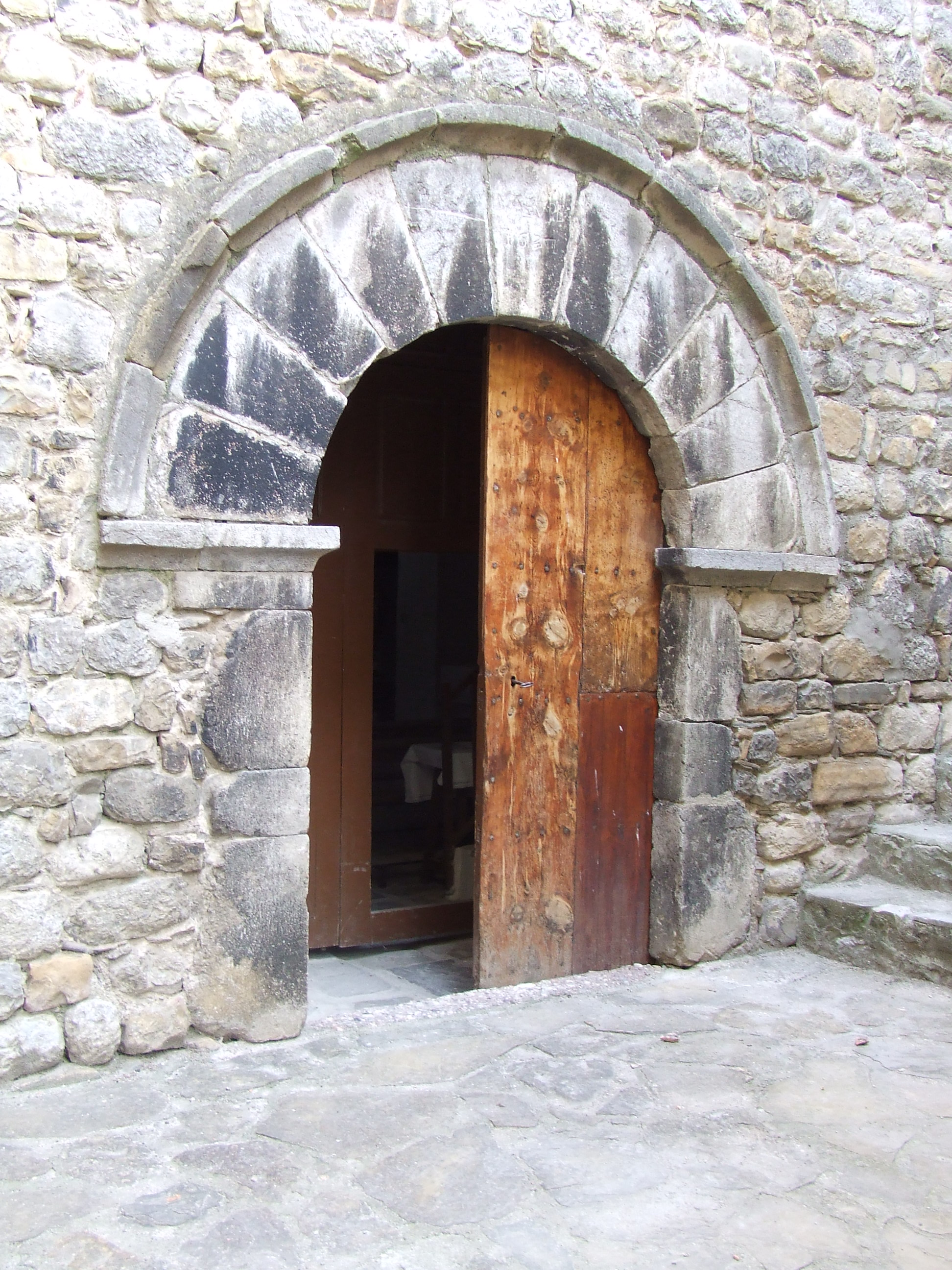
Portal gòtic de l'església, a ponent

És un edifici d'una sola nau, amb capçalera plana, sense absis exempt. Ha estat molt transformat al llarg de la història, i costa de diferenciar les parts originals dels afegits posteriors. La part medieval de la construcció no sembla anterior al segle xii. Un element molt significatiu d'aquesta església és l'espadanya, que conté dues campanes, conservades malgrat el pas del temps. La petita és de l'any 1690, i la grossa, del 1788. Se'n pot escoltar el so a través de l'enllaç extern de més avall.